# Masbate
Masbate a Fülöp-szigetekhez tartozó sziget és tartomány. Luzon déli csúcsa és Panay között fekszik. Masbate tartomány (amely több szigetet foglal magában) területe kb. 4152 km², lakossága 835 ezer fő volt 2010-ben.
Legnagyobb városa és székhelye Masbate City mintegy 85 ezer lakossal (2010-ben). 

## Masbate tartomány felosztása

Masbate, Burias és Ticao elhelyezkedése

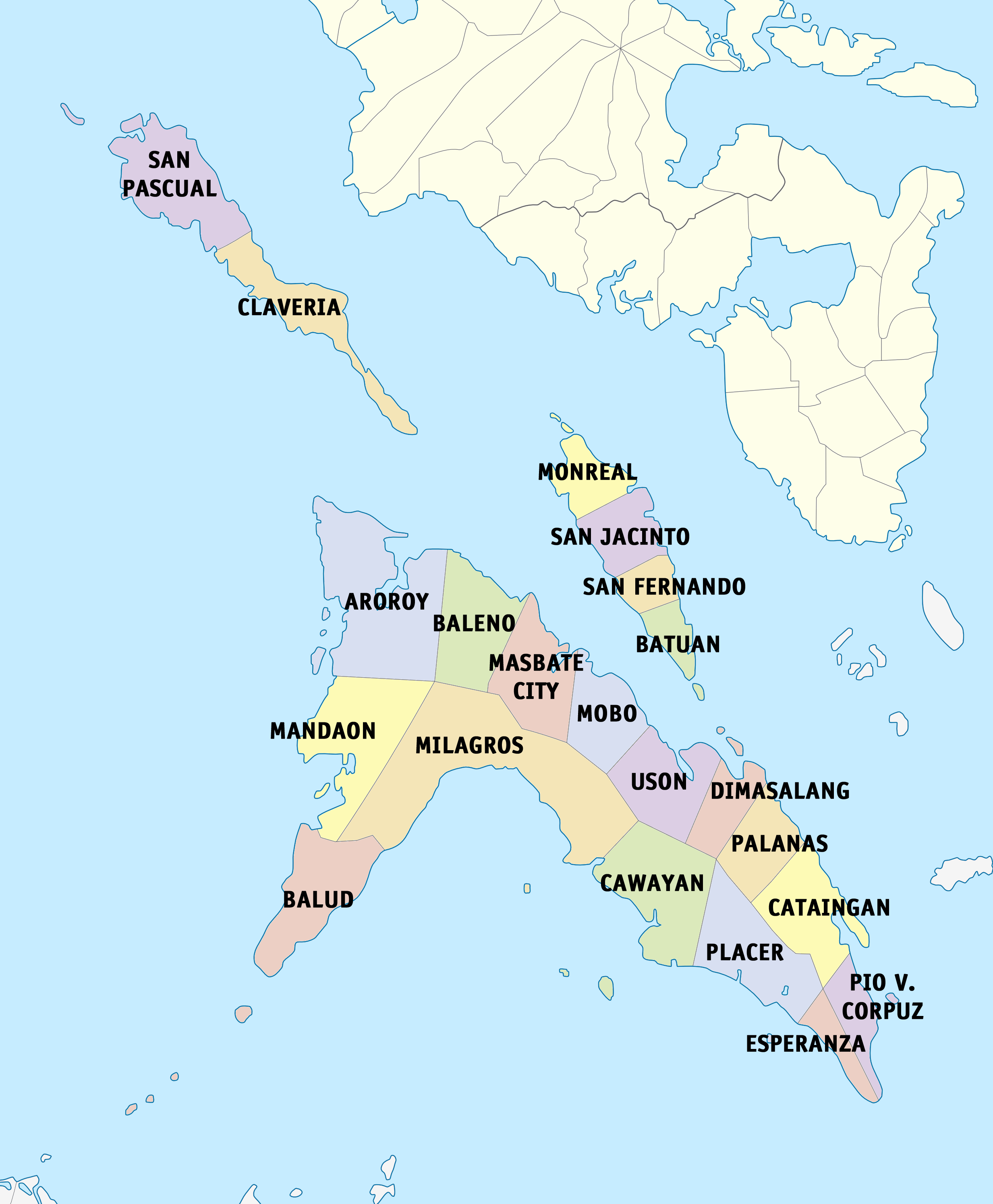
Adminisztratív felosztása

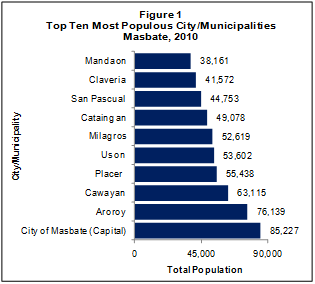
A legnagyobb városok

Masbate tartomány három fő szigete: 
- Masbate (3296 km², 435.200 lakos)
- Burias (417,4 km², 76.400 lakos)
- Ticao (332 km², 72.900 lakos)

## Fordítás
- Ez a szócikk részben vagy egészben  a   Masbate című angol Wikipédia-szócikk fordításán alapul.  Az eredeti cikk szerkesztőit annak laptörténete sorolja fel. Ez a jelzés csupán a megfogalmazás eredetét és a szerzői jogokat jelzi, nem szolgál a cikkben szereplő információk forrásmegjelöléseként.
- Ez a szócikk részben vagy egészben  a   Masbate című német Wikipédia-szócikk fordításán alapul.  Az eredeti cikk szerkesztőit annak laptörténete sorolja fel. Ez a jelzés csupán a megfogalmazás eredetét és a szerzői jogokat jelzi, nem szolgál a cikkben szereplő információk forrásmegjelöléseként.